# フランス植民地様式

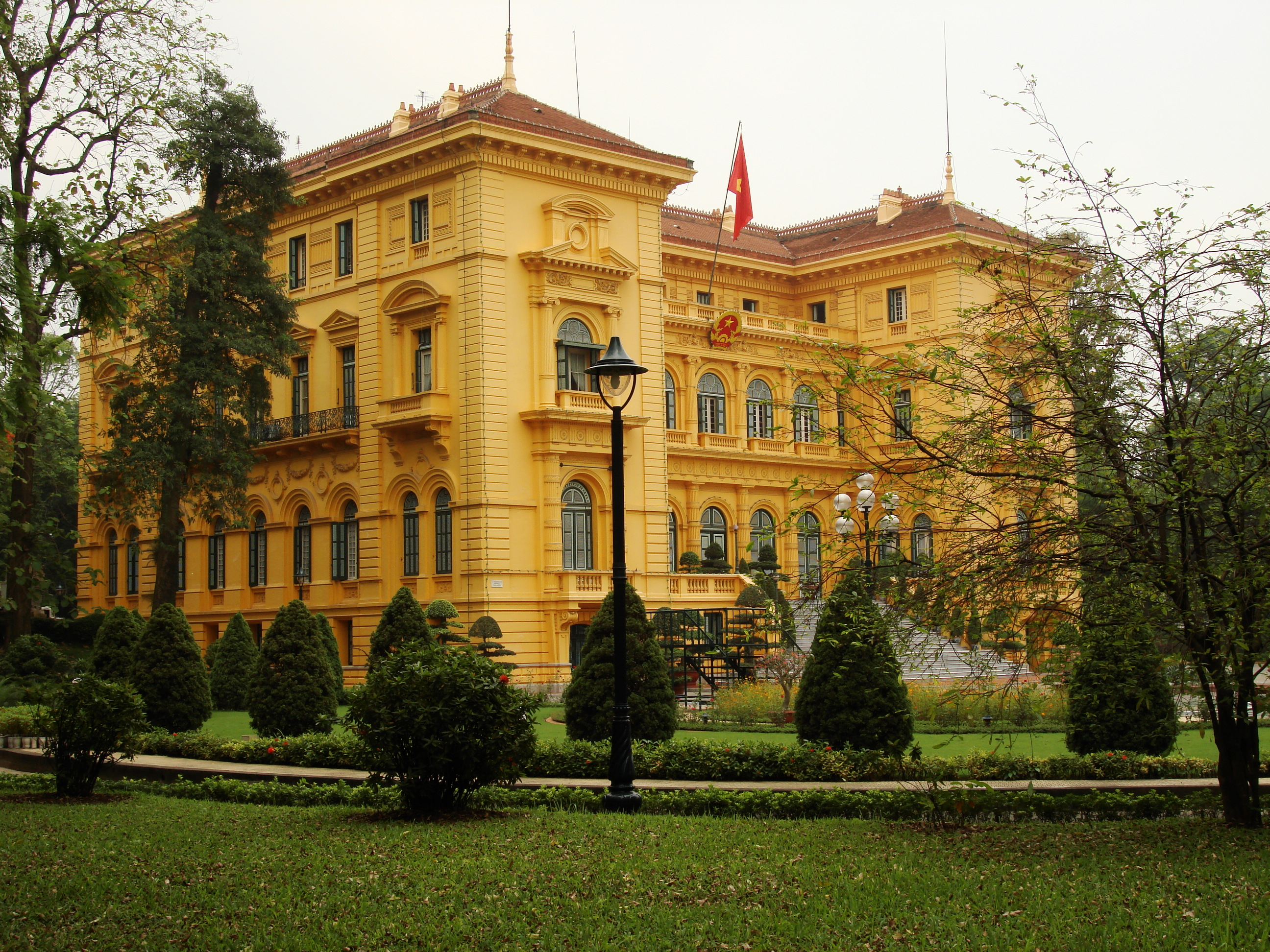
インドシナ総督府（ハノイ）

フランス植民地様式（フランスしょくみんちようしき、英語: French Colonial style）またはフレンチコロニアル様式は、フランス人が植民地に建てた建築の様式、時には家具などのスタイルを指している。

## 概要
一般的に植民地様式（コロニアル様式）とは、各国が植民地に建てた建築をいい、フランス植民地様式以外にも、イギリス植民地様式（British colonial architecture）、オランダ植民地リバイバル様式（Dutch Colonial Revival architecture）、ポルトガル植民地様式（Portuguese colonial architecture）、スペイン植民地様式（Spanish Colonial architecture）などがあり、イタリア植民地様式・ドイツ植民地様式・日本植民地様式（台湾総督府、大連中山広場近代建築群、満州國新京八大部など）も考えられるが第二次世界大戦の敗戦国に関するそういった用語はまだ定着していない。それに対して、アメリカ植民地様式（American colonial architecture）は、アメリカ合衆国独立以前の植民地時代の様々な国の影響下の建築様式を指す。
フランス植民地帝国のフランス植民地様式には長い歴史があり、1604年に北アメリカで始まり、西半球（カリブ海諸国、ギアナ、カナダ、ルイジアナ）で最も活発に採用されて、19世紀にはフランスはアフリカ、アジア、南太平洋、その他の地域に進出した。
多くの元フランス植民地、特に東南アジアでの植民地は、植民地時代の建築物を観光の資産として宣伝することに以前は気が進まなかったが、最近では、地方自治体の新世代の人たちがこの建築様式を幾分認めて、むしろそれを宣伝している。
以下に写真集を示す。

## 北アメリカ

### カナダ

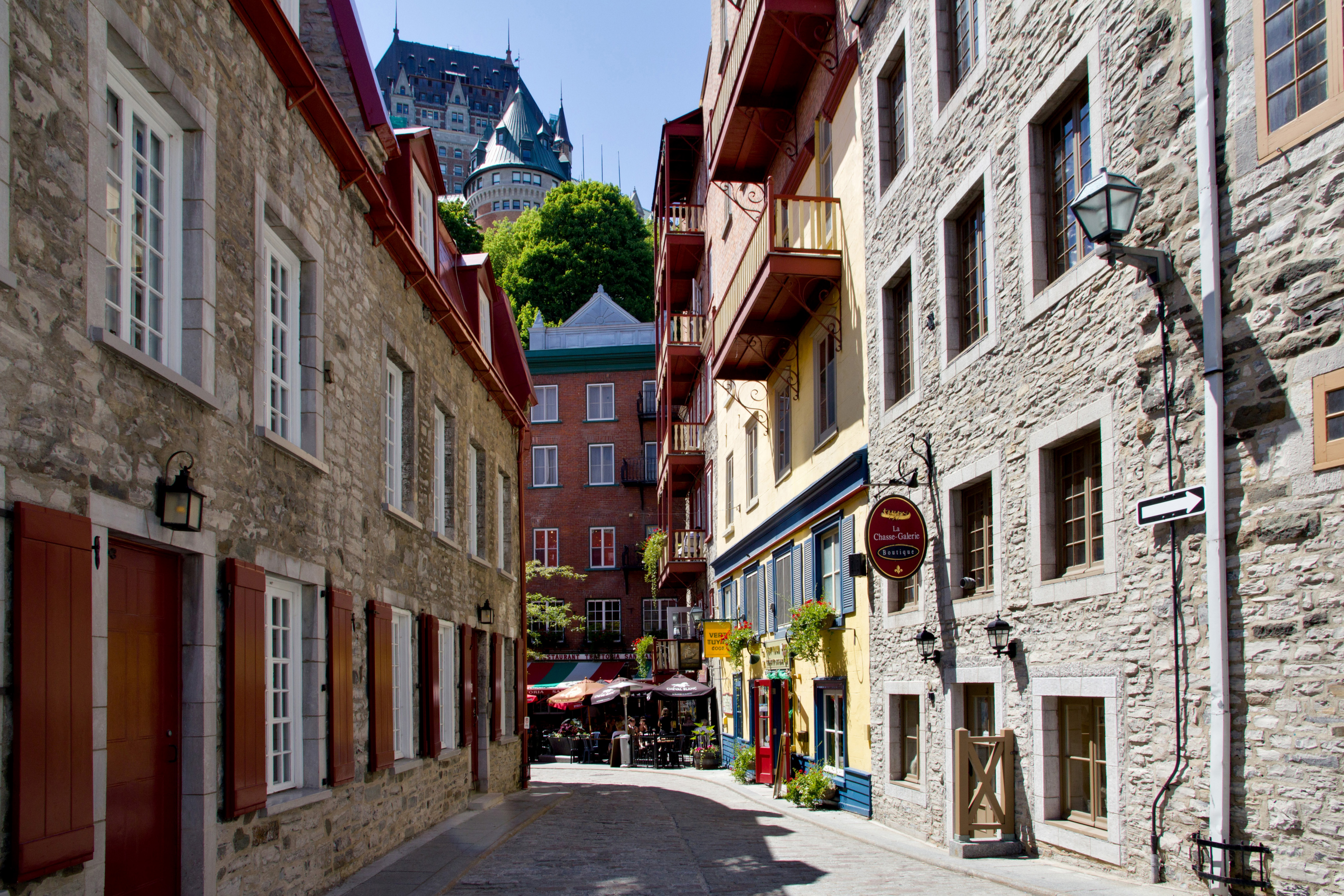
ケベック市には、北アメリカで最も典型的なフランス植民地様式建築がある。
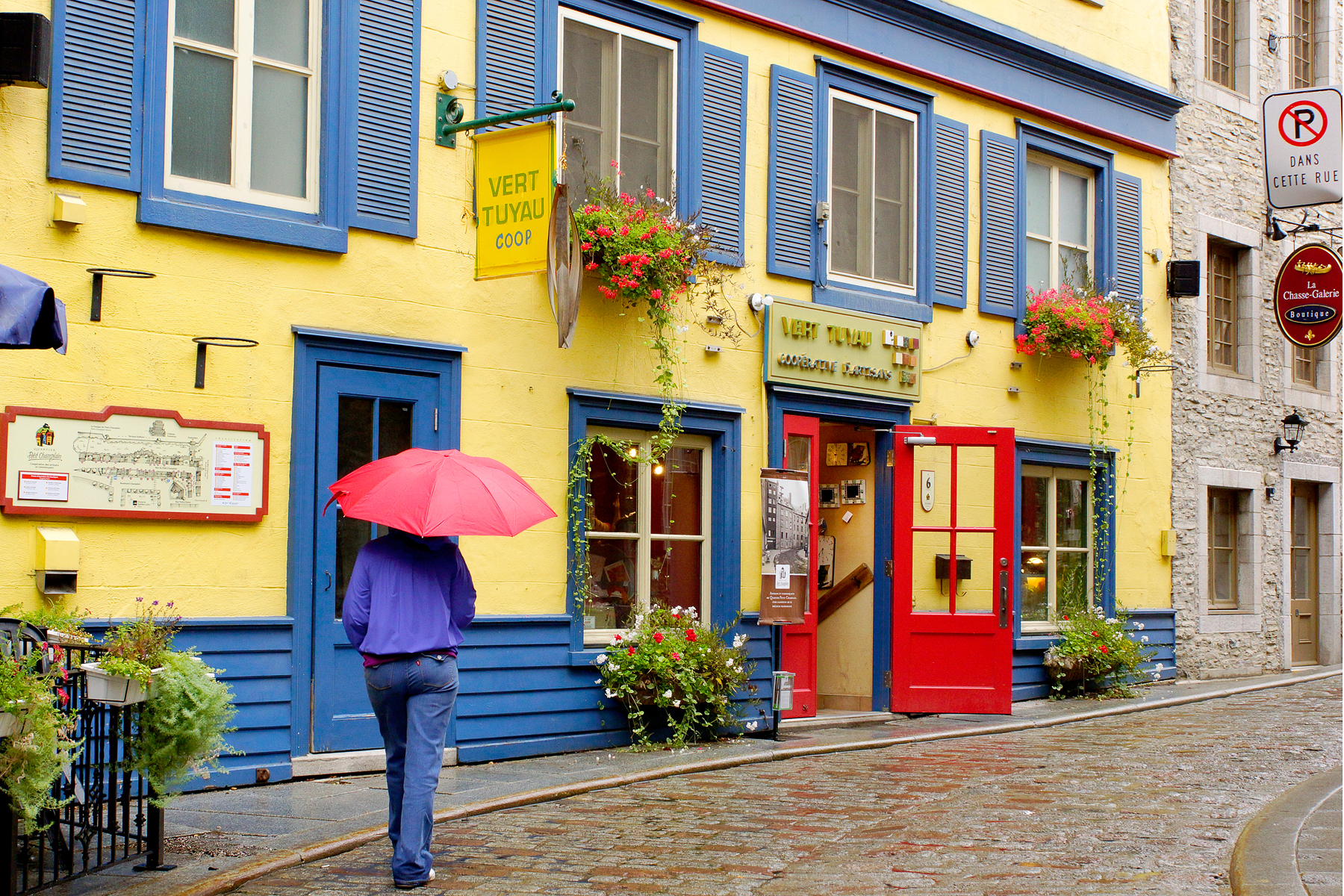
ケベック歴史地区は1985年にUNESCOの世界遺産になった。
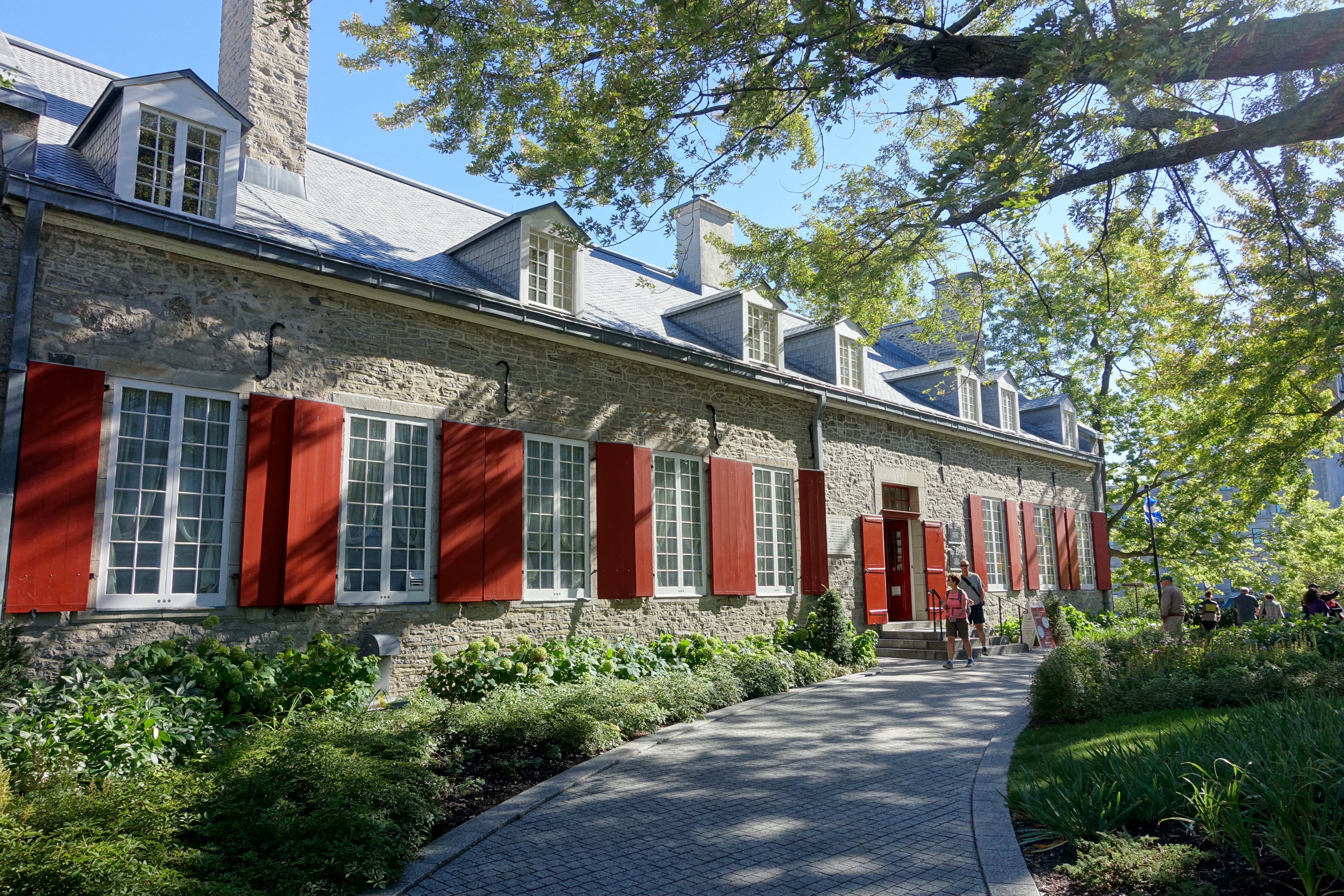
シャト・ラムゼイ（Château Ramezay）（モントリオール、1705年）。

### アメリカ合衆国

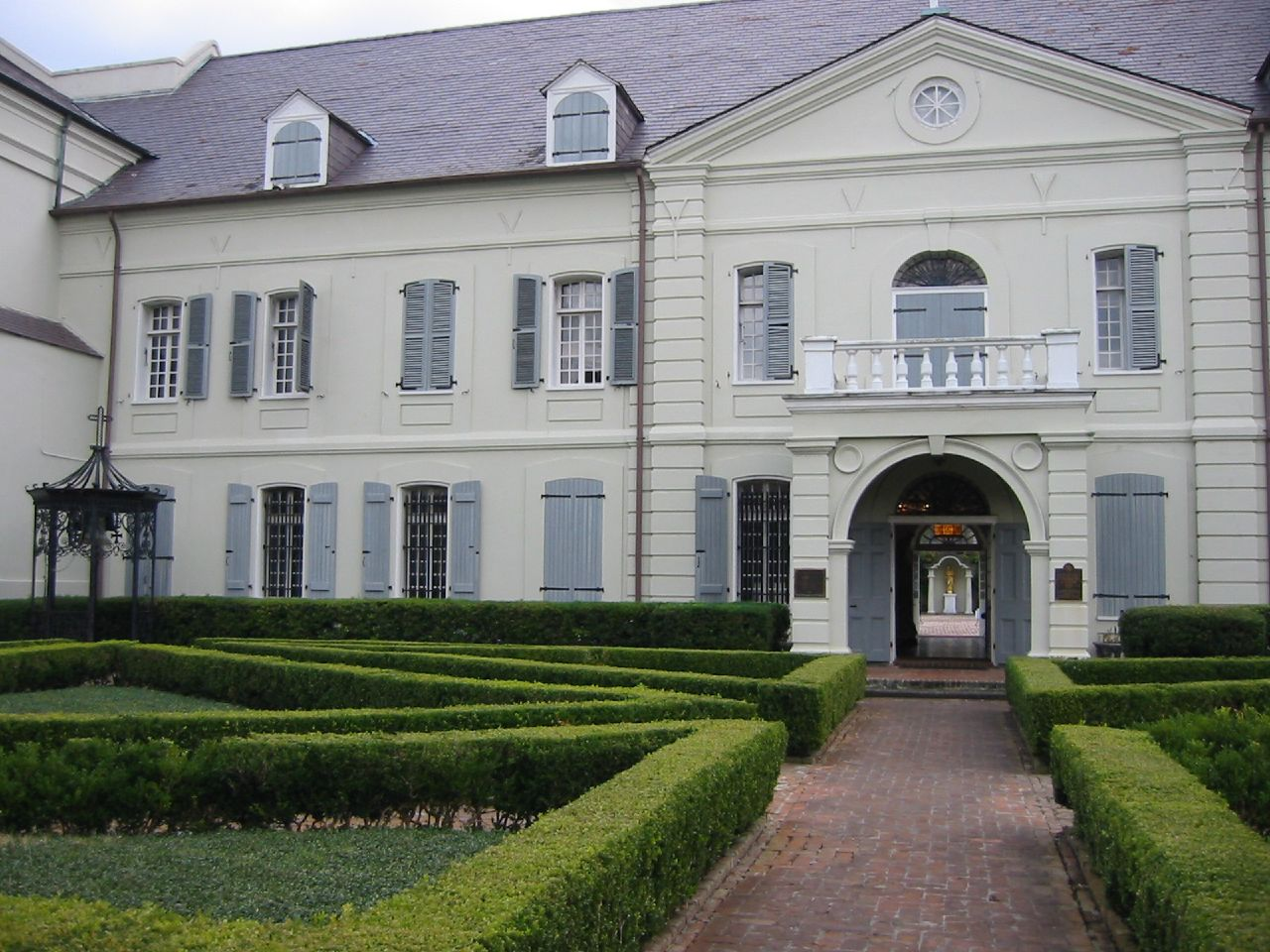
ニューオーリンズのアーシュリン修女院（英語）は1752ごろ建てられた。
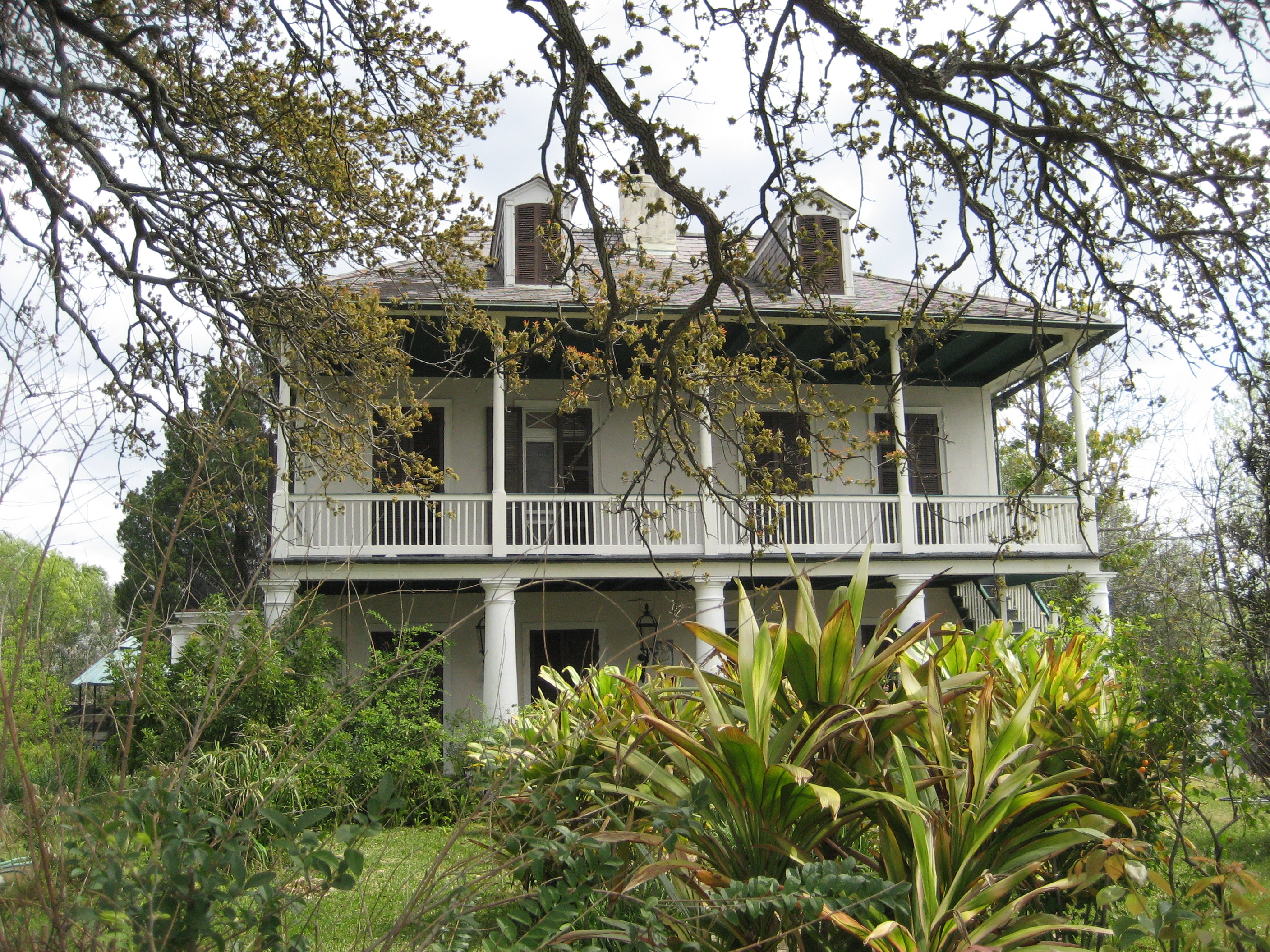
ニューオーリンズのロレインズ・プランテーション（英語）は1784年ごろ建てられた。
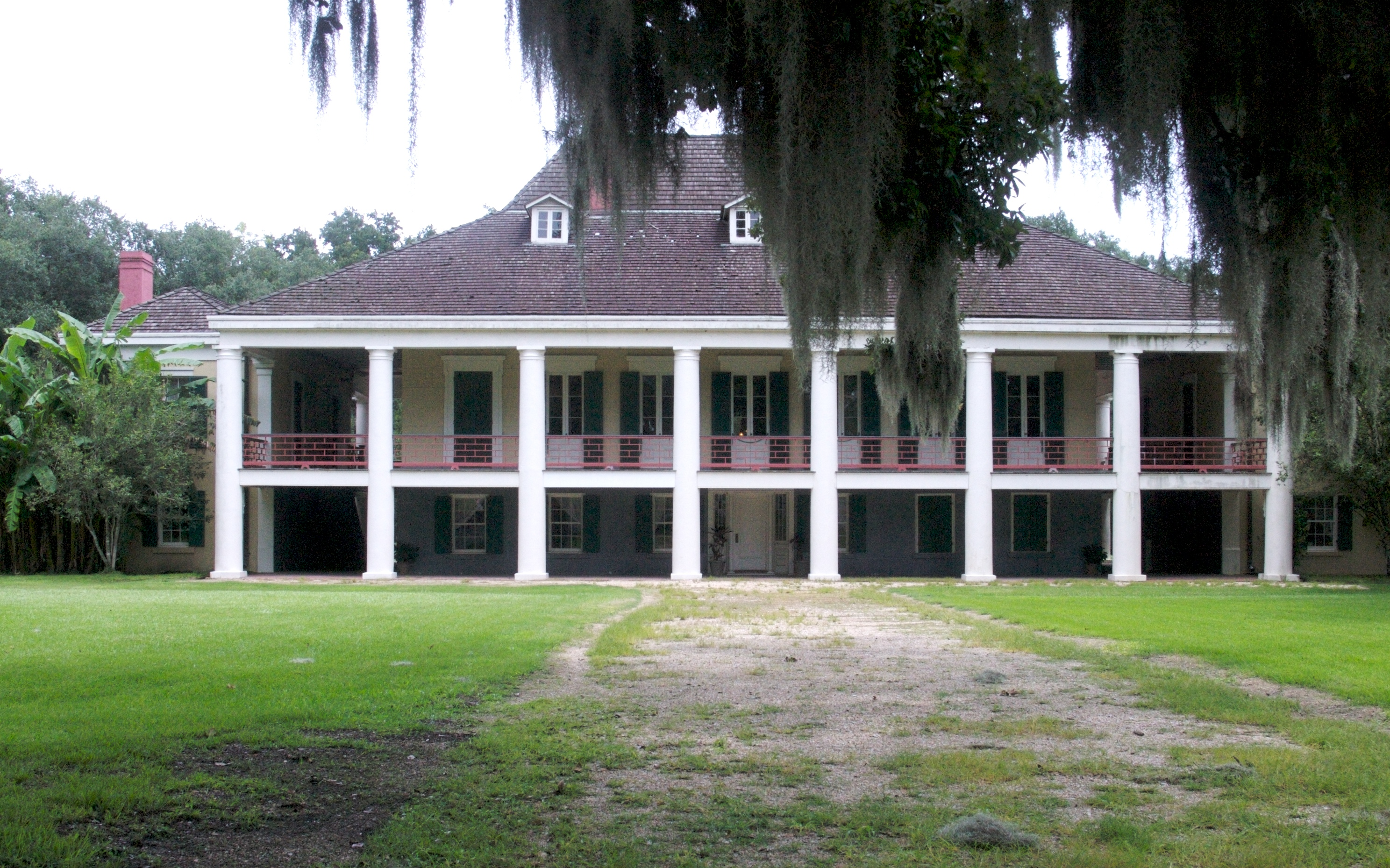
ルイジアナ州のデストレハン・プランテーション（英語）1787年に建てられて、その後1840にギリシャ・リバイバル様式（英語）に改築された。

## アジア

### カンボジア

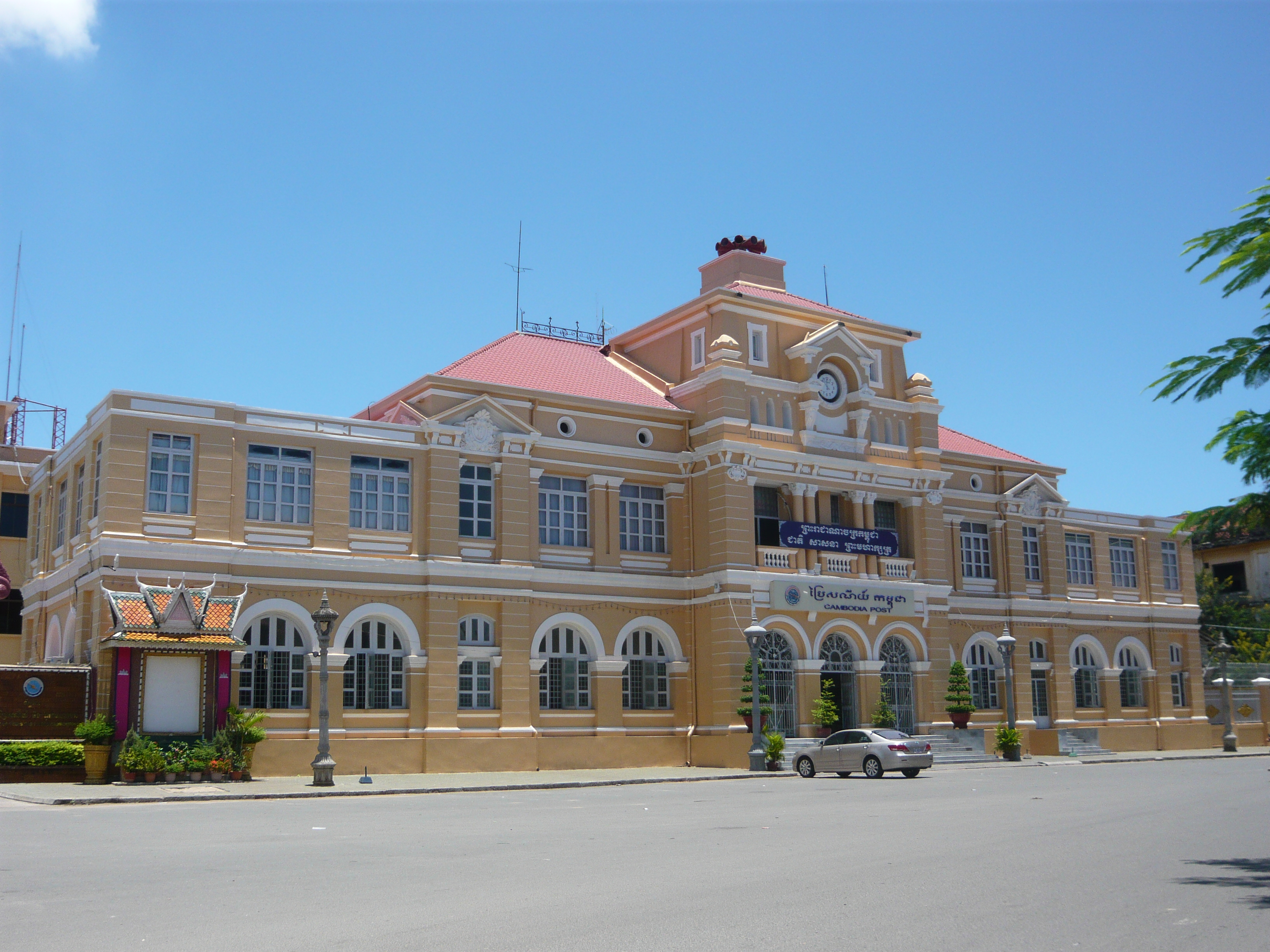
プノンペン郵便局
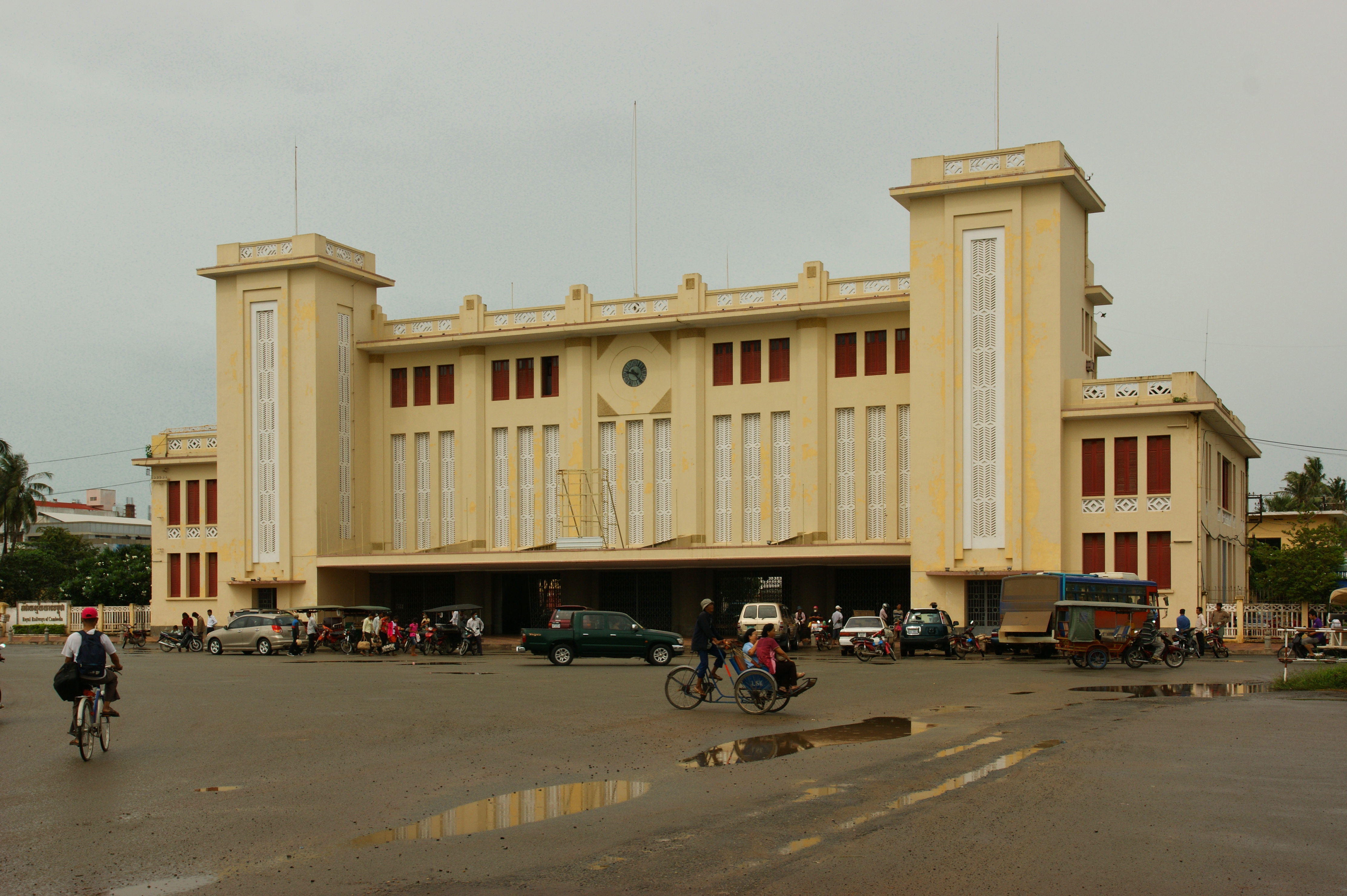
プノンペン王立鉄道駅
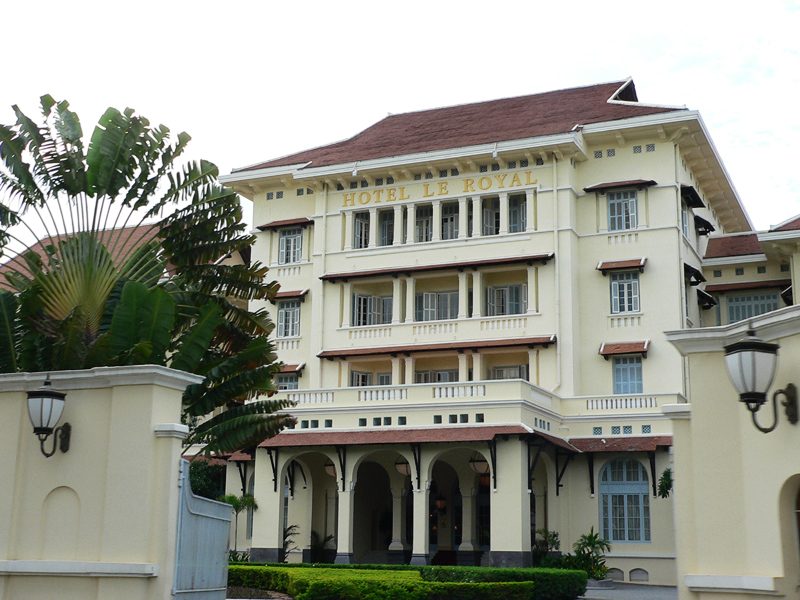
Le Royalラッフルズ・ホテル
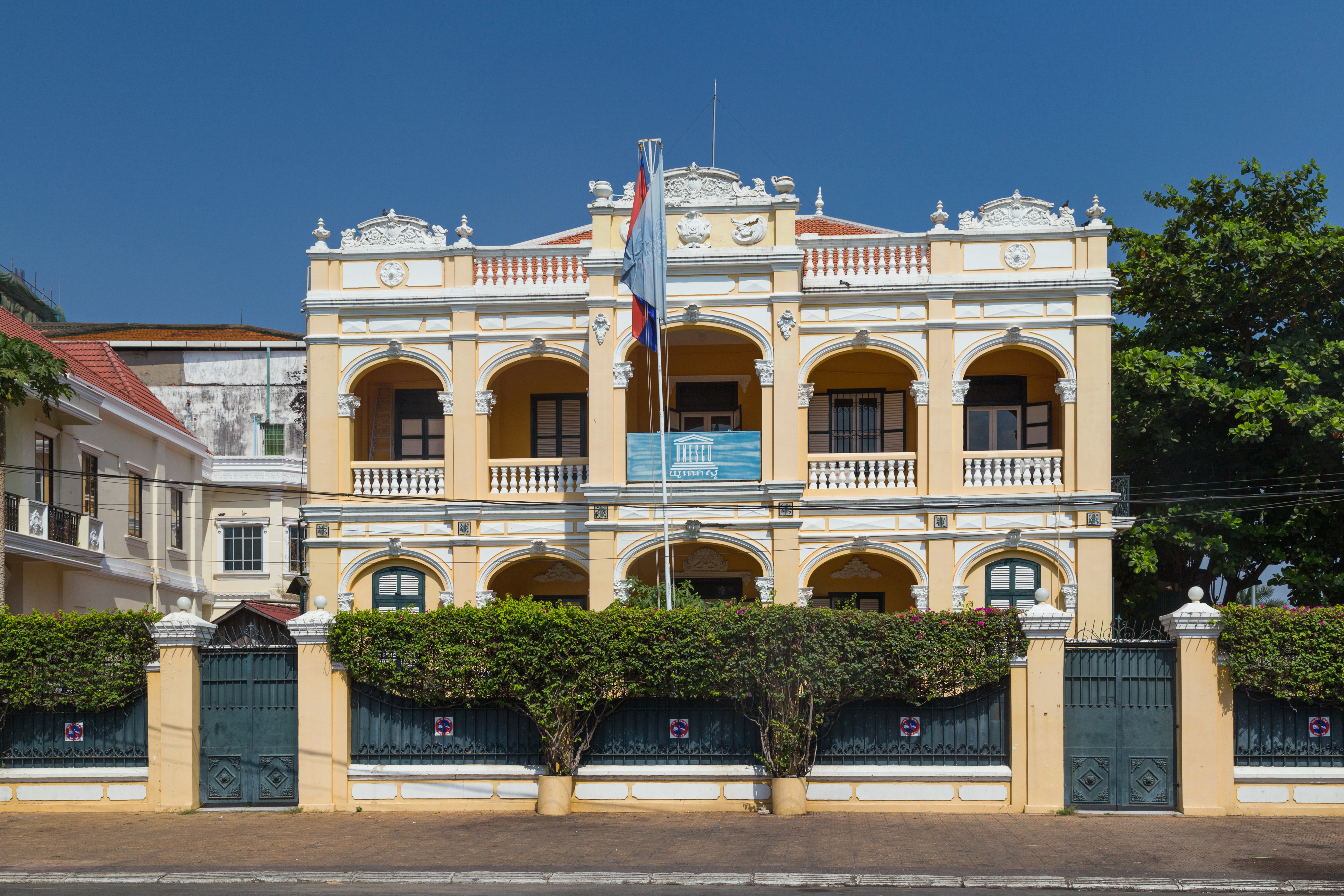
プノンペンのUNESCO事務所

### ベトナム

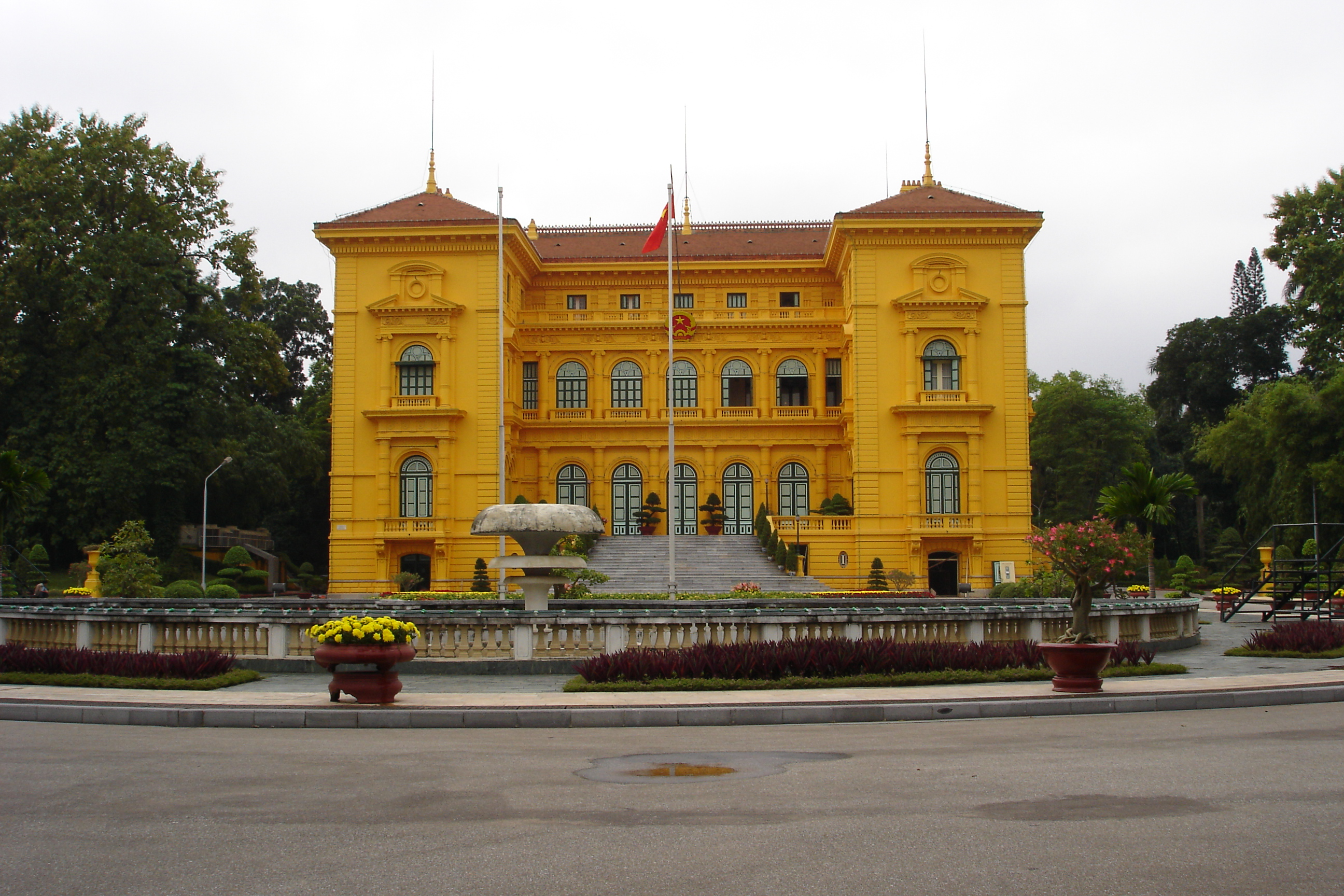
ハノイ総督府建物（現・主席宮殿）
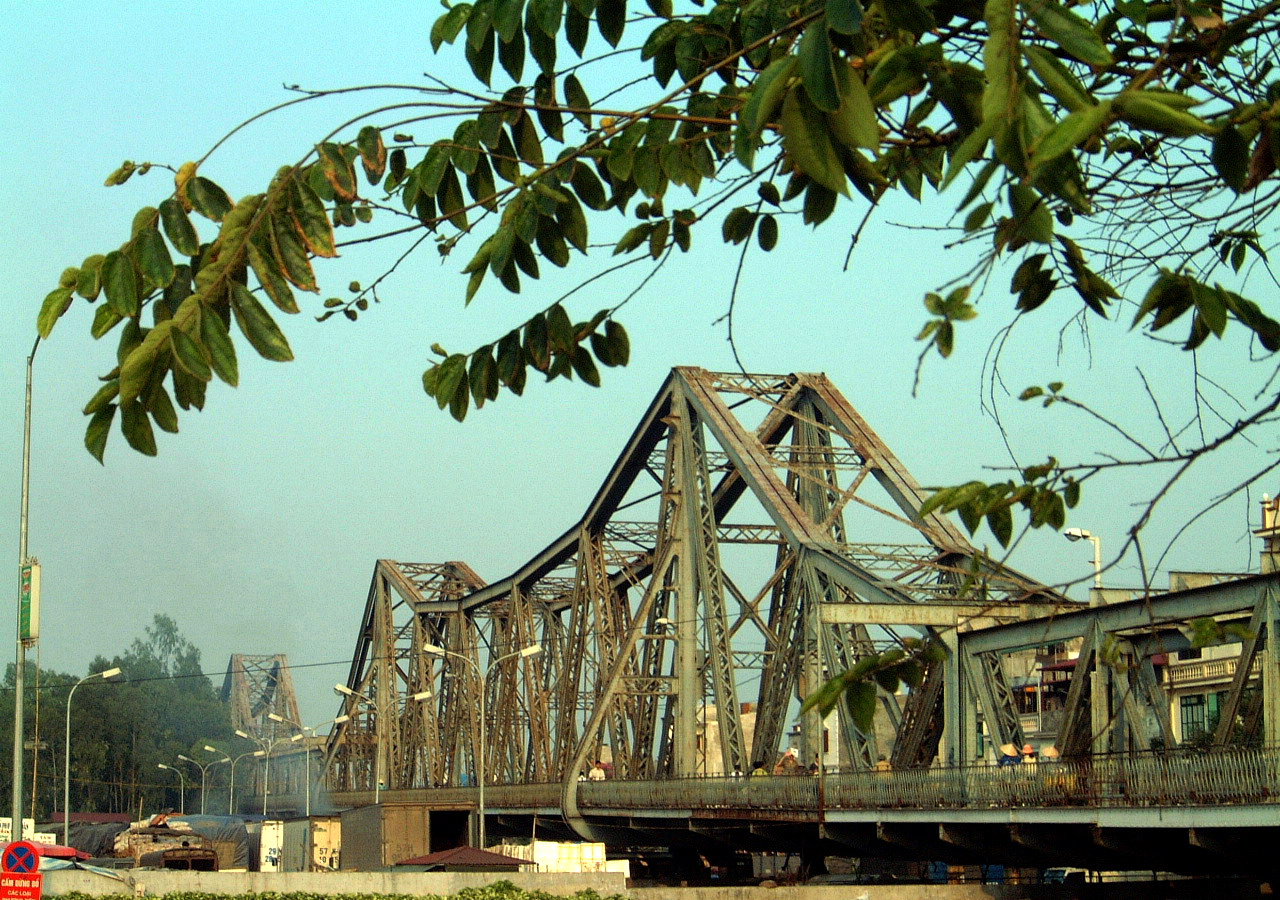
ハノイのロンビエン橋
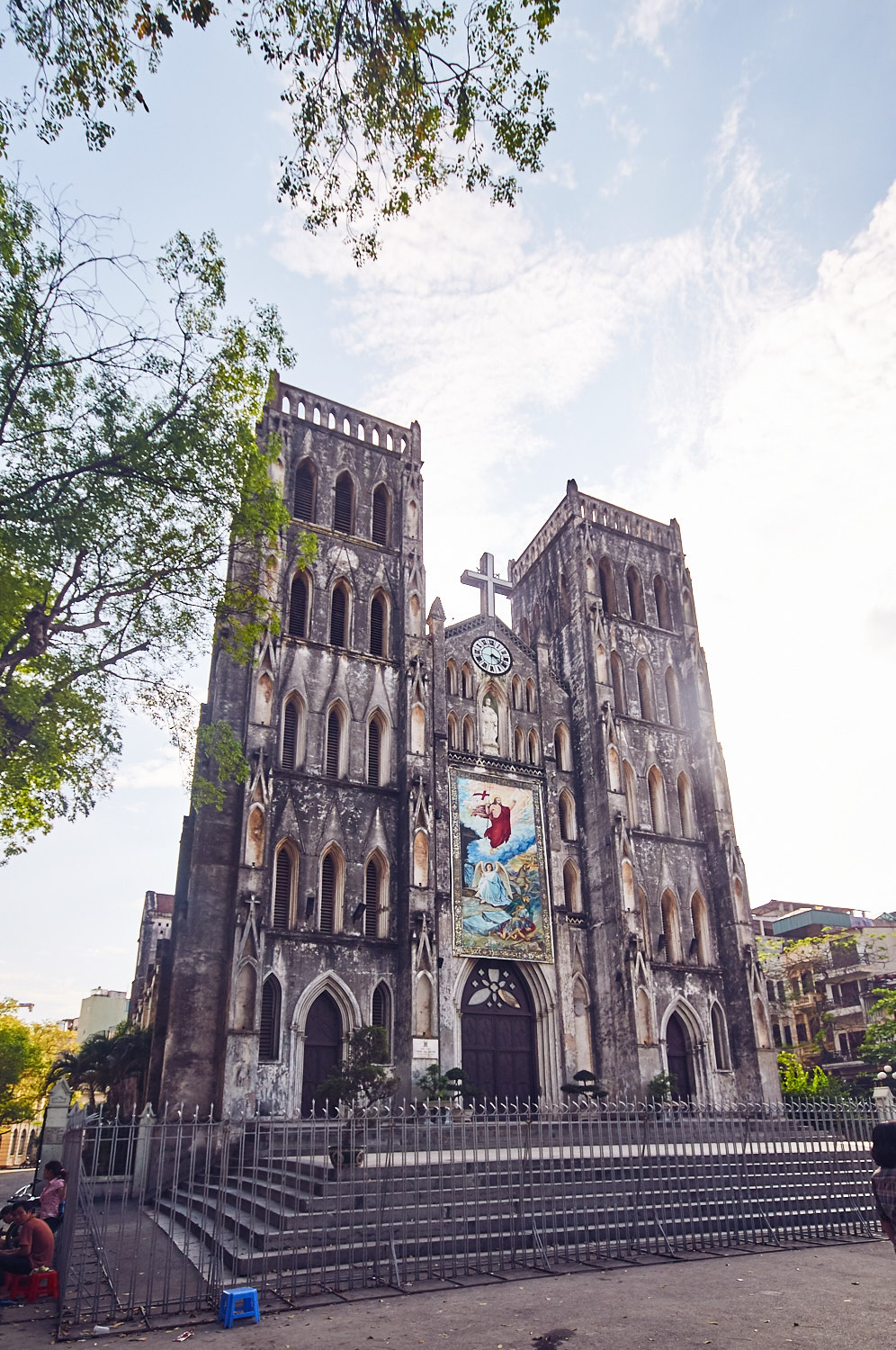
聖ヨセフ大聖堂はノートルダム大聖堂を模して建てられた。
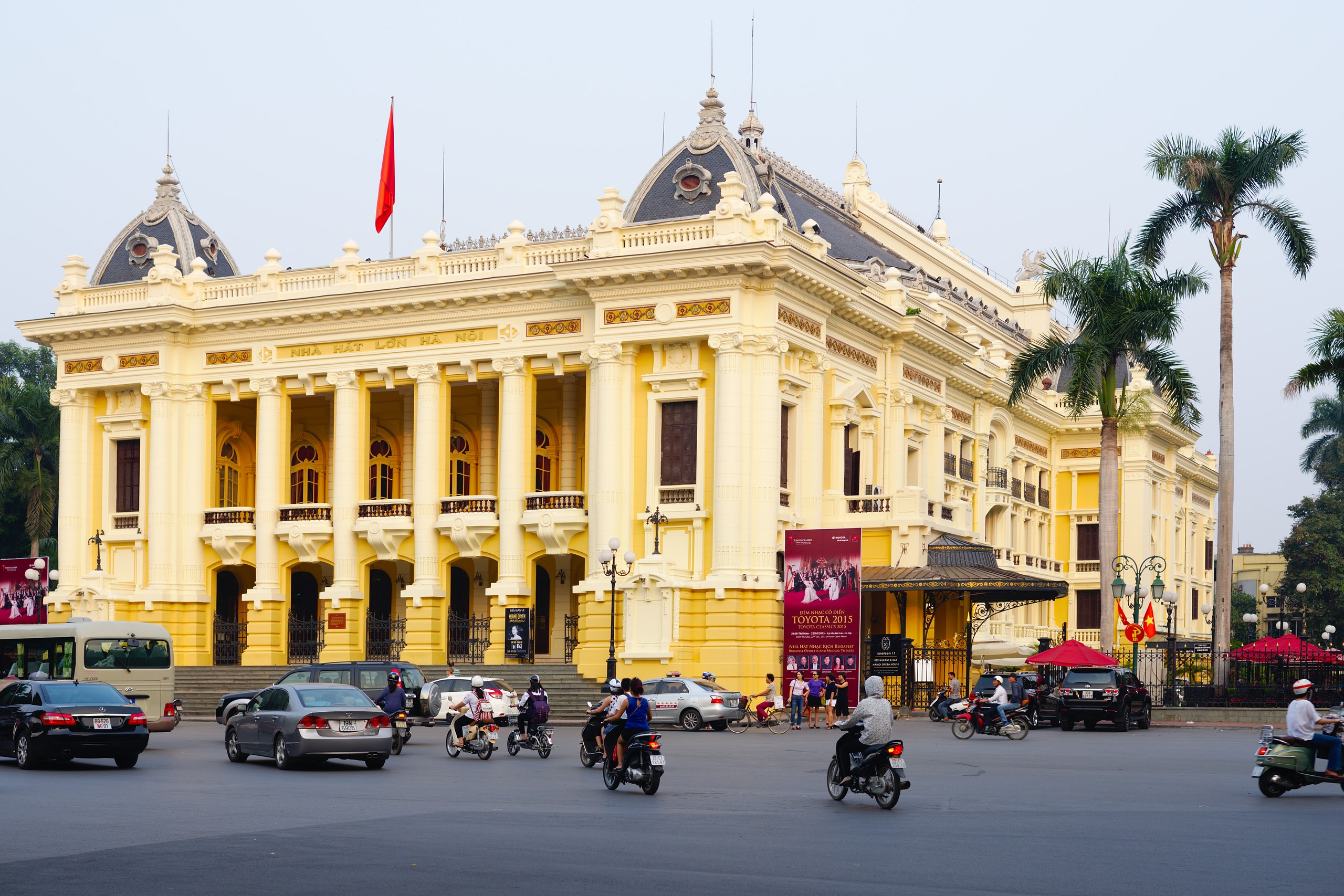
ハノイ歌劇場はパリ・オペラ座を模した。

## アフリカ

### 北アフリカ
アルジェリア、チュニジアなどの建築物。

### 西アフリカ
セネガルの旧首都サン＝ルイなどの建築物。

### 中央アフリカ
コンゴ共和国の首都ブラザヴィルなどの建築物。

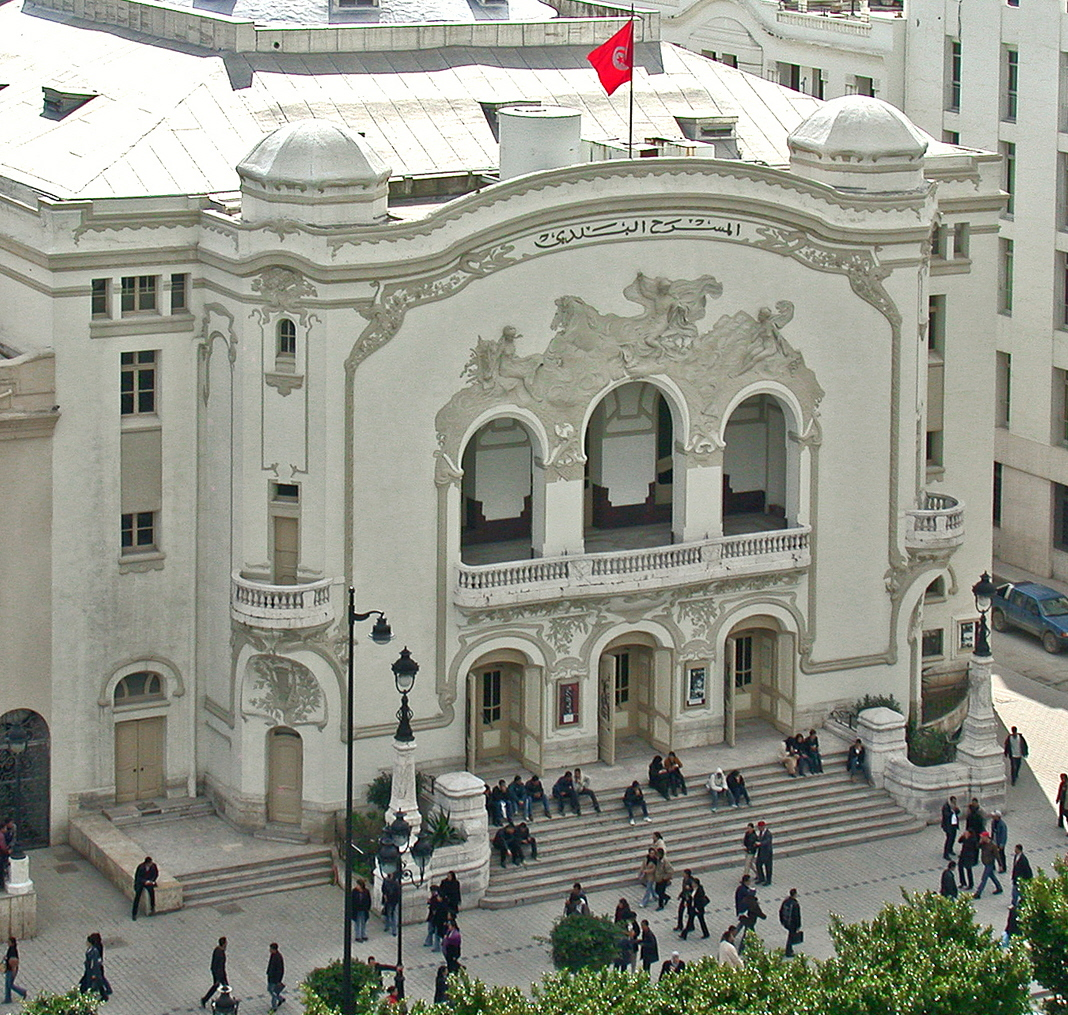
チュニス市民劇場（チュニジア）
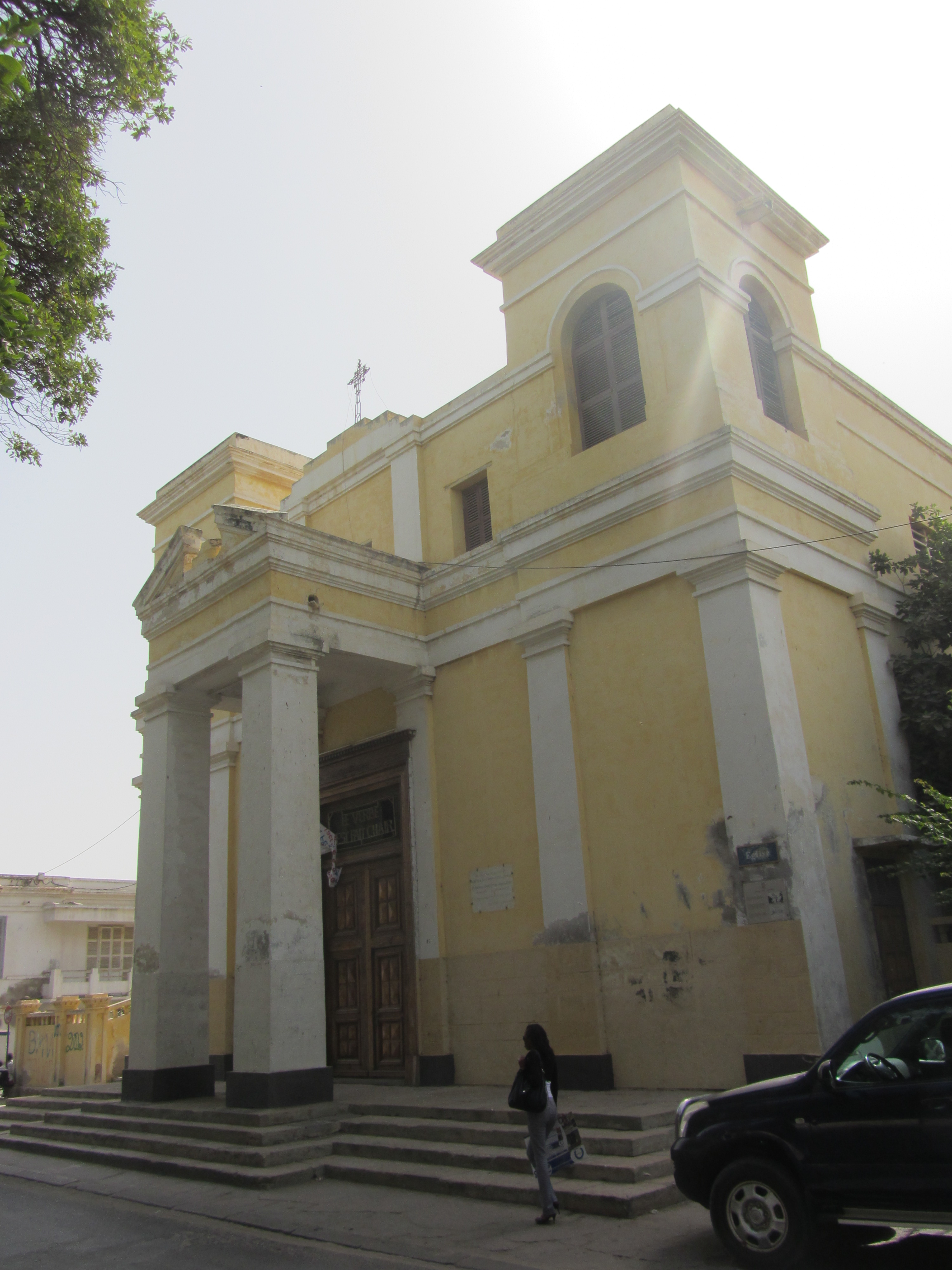
カトリック・サン＝ルイ大聖堂（セネガル）
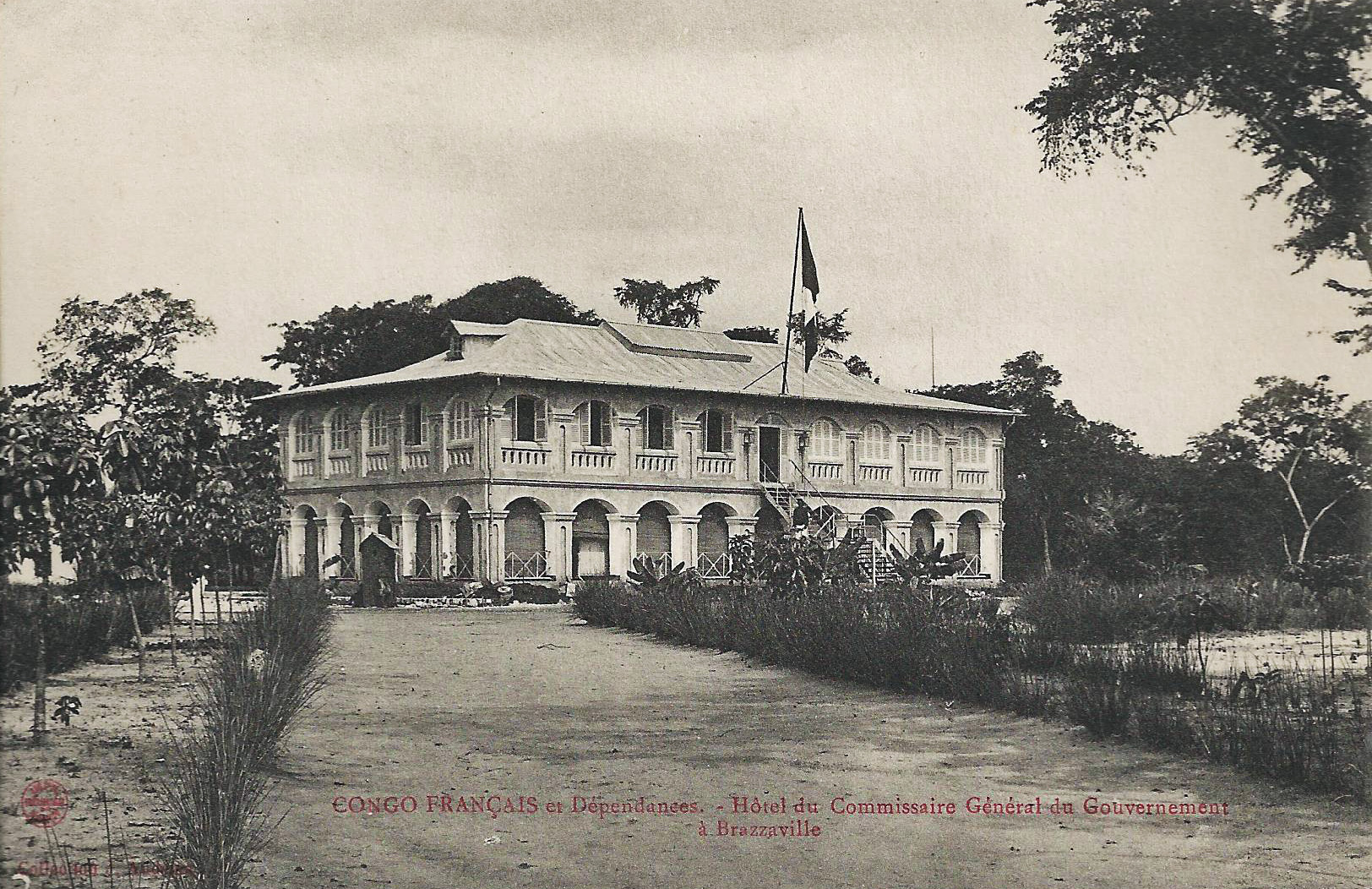
ブラザヴィル警察本署（コンゴ共和国）

## 参照項目
- 建築様式
- フランス語圏
- フランス植民地帝国